# Pólvora

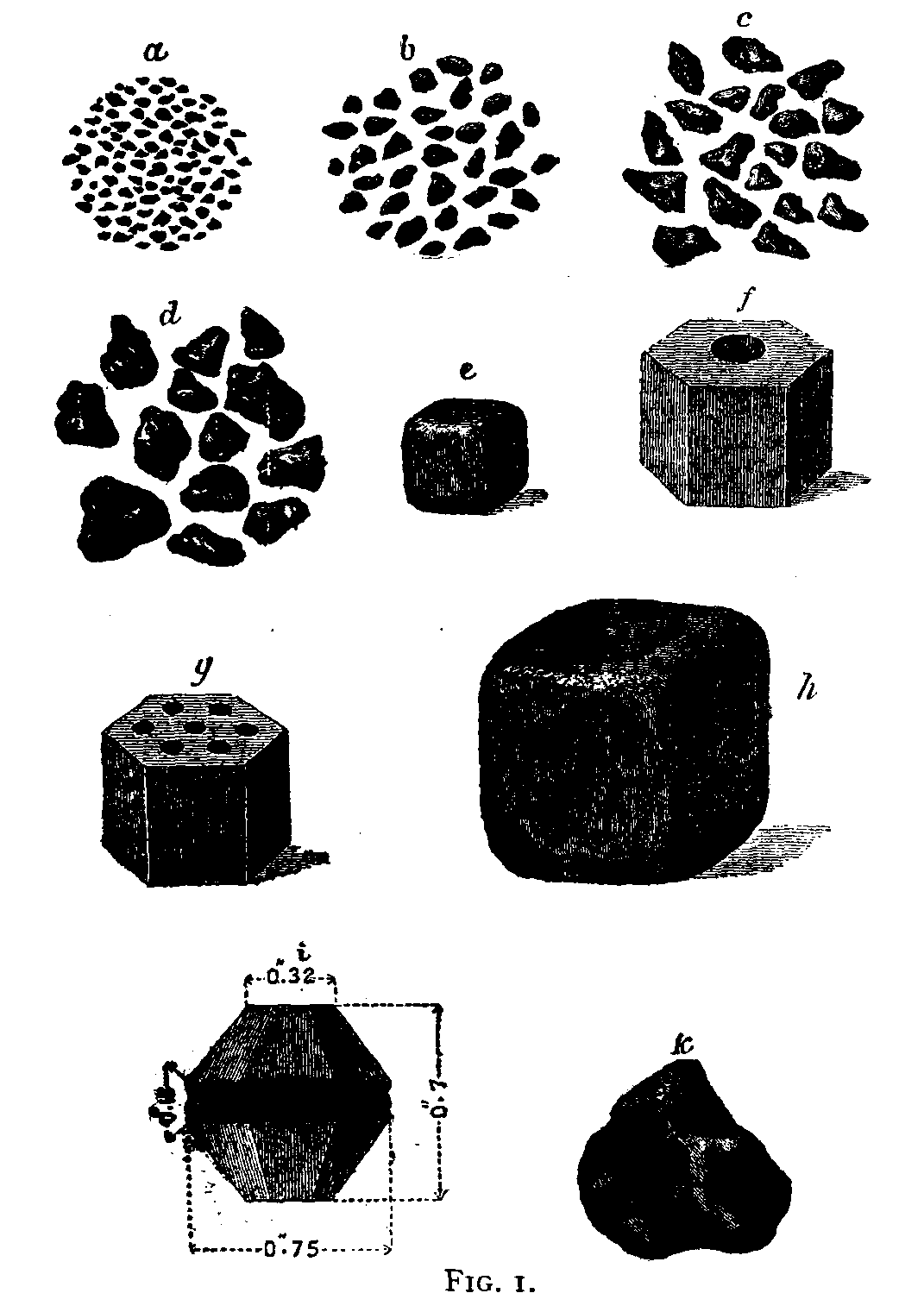
Formas diferentes de los granos de pólvora, cada una con su función.

La pólvora es una mezcla deflagrante utilizada principalmente para propulsar proyectiles en las armas de fuego, y con fines acústicos y visuales en los espectáculos pirotécnicos. La palabra pólvora comenzó designando primero a la pólvora negra empleada hasta fines del siglo XIX y principios del XX, cuando fue sustituida por la más potente pólvora sin humo, también llamada pólvora blanca, que además presentaba otras ventajas.

## Componentes
La pólvora negra está compuesta de determinadas proporciones de carbón vegetal, azufre, y nitrato de potasio, pero con la aparición de los propelentes nitrocelulósicos modernos, la denominación de pólvora se extendió a una mezcla de productos químicamente distintos bajo el nombre de pólvora sin humo.
La pólvora negra más popular tiene 75 % de nitrato de potasio, 15 % de carbono y 10 % de azufre (porcentajes en masa). Actualmente se utiliza en pirotecnia y como propelente de proyectiles en armas antiguas. Las modernas pólvoras sin humo están basadas en materiales energéticos, principalmente nitrocelulosa (monobásicas) y nitrocelulosa más nitroglicerina (bibásicas).
Las ventajas de las pólvoras modernas son su bajo nivel de humo, bajo nivel de residuo de productos de combustión en el arma y su homogeneidad y consistencia, lo que garantiza más precisión en los disparos.
El descubrimiento de la pólvora cambiaría para siempre las artes militares del ser humano, otorgando al mundo un nuevo balance de poder, pues las tropas armadas con pólvora eran mucho más eficaces que aquellas provistas de armas cuerpo a cuerpo, y poseían mucha más capacidad de daño que las flechas, lanzas y otras armas arrojadizas.
Tipos de pólvora
Podemos identificar los siguientes tipos de pólvora:
Pólvora negra: Es la más antigua y la primera en inventarse. Por lo general, cuando se refiere a la pólvora, se hace alusión a la pólvora negra. Tiene una reacción rápida, potente y que produce mucho humo. Luego de reaccionar dejaba muchos residuos en los conductos de las armas de fuego, lo que producía un deterioro.
Pólvora marrón: Inventada en 1880 a partir del uso de carbón rojo y una mayor cantidad de salitre, lograba una combustión más lenta y con menos residuos corrosivos. Sin embargo, nunca se usó demasiado porque la pólvora blanca surgió al poco tiempo.
Pólvora blanca: También llamada pólvora sin humo o pólvora piroxilada, tiene componentes mayormente gaseosos como resultado de la combustión (producto de la nitrocelulosa), por lo que no deja la misma cantidad de residuos que la pólvora negra. Por esa razón, la fue sustituyendo en las armas de fuego.
Cuando se dice pólvora sin humo, no significa que no se produce absolutamente nada de humo durante la explosión, pero sí es mucho menos que al utilizar la pólvora negra.
Pólvora flash: De reciente invención, fue creada para generar la luz necesaria para la fotografía primitiva (de allí su nombre), ya que posee aditivos de aluminio que, al producirse la combustión, se oxidan y generan mayor cantidad de luz.

## Historia
El consenso entre las diferentes corrientes de estudio es que la pólvora se inventó en China, se distribuyó en los Orientes Medio y Próximo y a través de este último se introdujo en Europa; sin embargo no hay consenso en cómo esta invención militar china influyó en los avances tecnológicos acerca de la pólvora en el Oriente Medio y Europa. La distribución de la pólvora a lo largo de Asia desde China se atribuye en gran parte a los mongoles. Uno de los primeros ejemplos de europeos enfrentándose contra ejércitos con armas de fuego fue la batalla de Mohi, en 1241. En esta batalla los mongoles usaron pólvora tanto en armas de fuego como también en granadas.

### China
La pólvora fue descubierta en China cuando los taoístas intentaban crear una poción para la inmortalidad. Las fuerzas militares chinas usaban armas basadas en pólvora (cohetes, mosquetes, cañones) y explosivos (granadas y diferentes tipos de bombas) contra los mongoles cuando estos intentaban entrar en sus tierras en la frontera norte. Después de que los mongoles conquistaran China y fundaran la dinastía Yuan, usaron la tecnología militar china para su intento de invasión de Japón, donde también utilizaron la pólvora para propulsar sus cohetes.

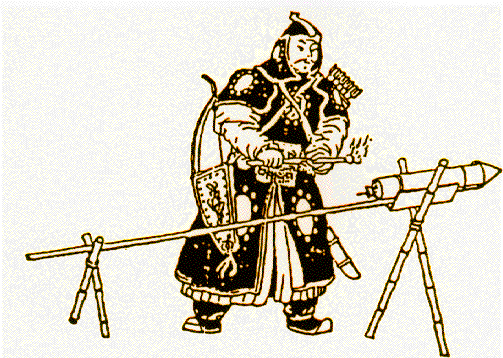
Primeros cohetes chinos.
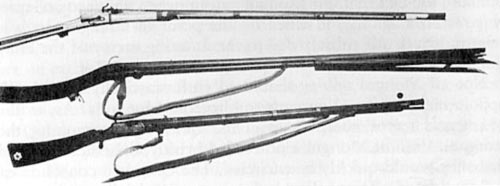
Armas de fuego con llave de mecha originarias de Europa usadas durante la Dinastía Ming.
Una bomba mongola arrojada contra un Samurái en carga durante las Invasiones mongolas a Japón después de fundar la Dinastía Yuan, 1281.
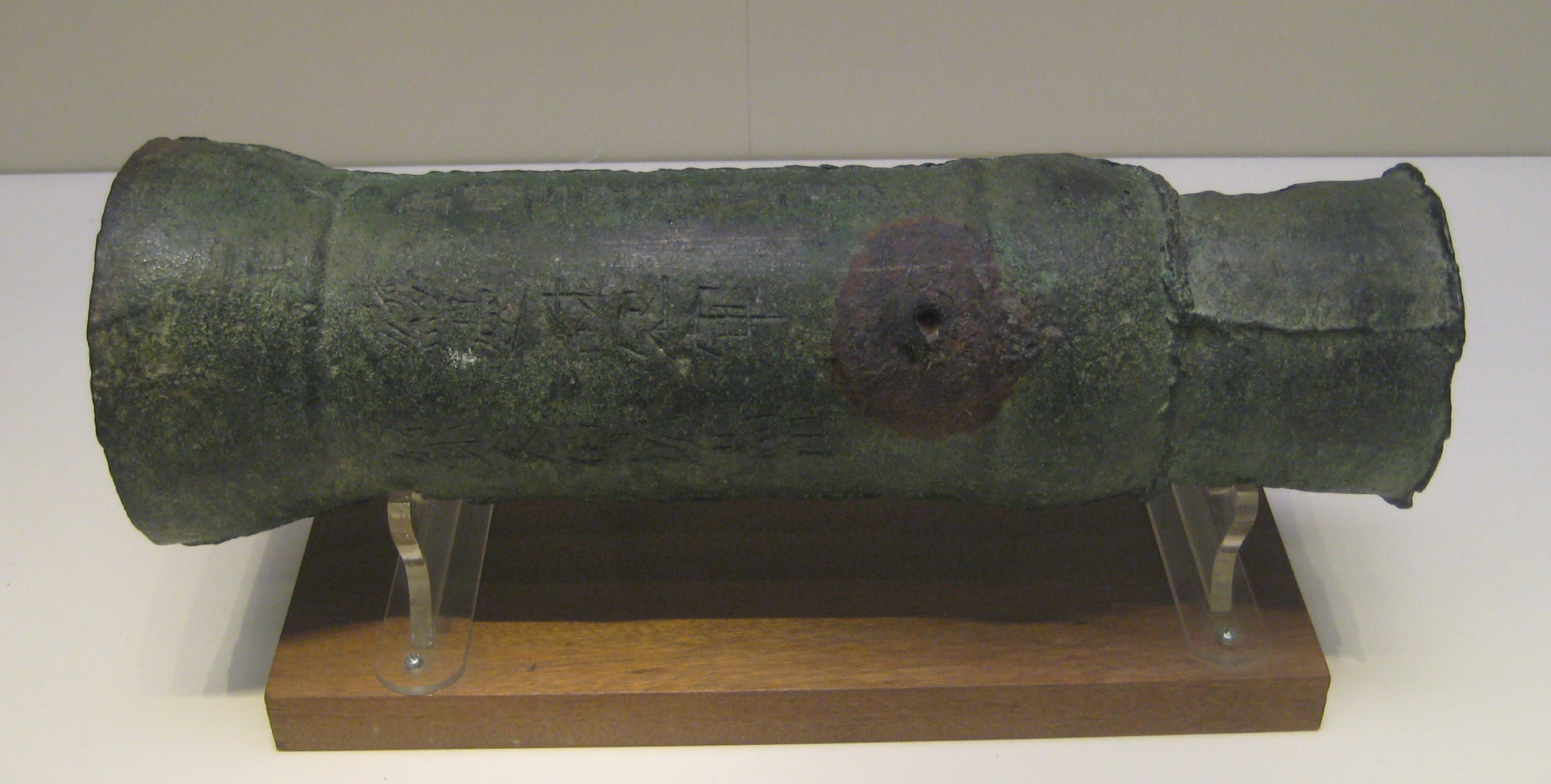
Cañón de mano de bronce de la Dinastía Yuan 1332; describe una mezcla de seis partes de azufre y seis partes de salitre y una parte de Aristolochia (de donde se obtenía el carbón).

#### Origen medicinal
El salitre, mezcla de nitrato de potasio (KNO3) y nitrato de sodio (NaNO3), era conocido para los chinos desde antes del siglo I a. C. y hay evidencia clara del uso del salitre y sulfuro en muchas combinaciones médicas. Un texto alquimista chino, fechado en el 492 d. C., menciona salitre quemándose con una llama púrpura, mostrándolo como una forma práctica y fiable de distinguirlo de otras sales inorgánicas, permitiendo de esta manera a los alquimistas evaluar y comparar técnicas de purificación. Los registros más antiguos de purificación de salitre se fechan antes del 1200 d. C.
La palabra china para "pólvora" es en chino, 火药/火藥; pinyin, huŏ yào /xuou yɑʊ/, la cual significa literalmente "medicina de fuego". Sin embargo, este nombre solo se empezó a usar algunos siglos después del descubrimiento de la mezcla. Durante el siglo IX d. C. monjes taoístas o alquimistas chinos, buscando el elixir de la inmortalidad encontraron accidentalmente la pólvora.

#### Uso bélico

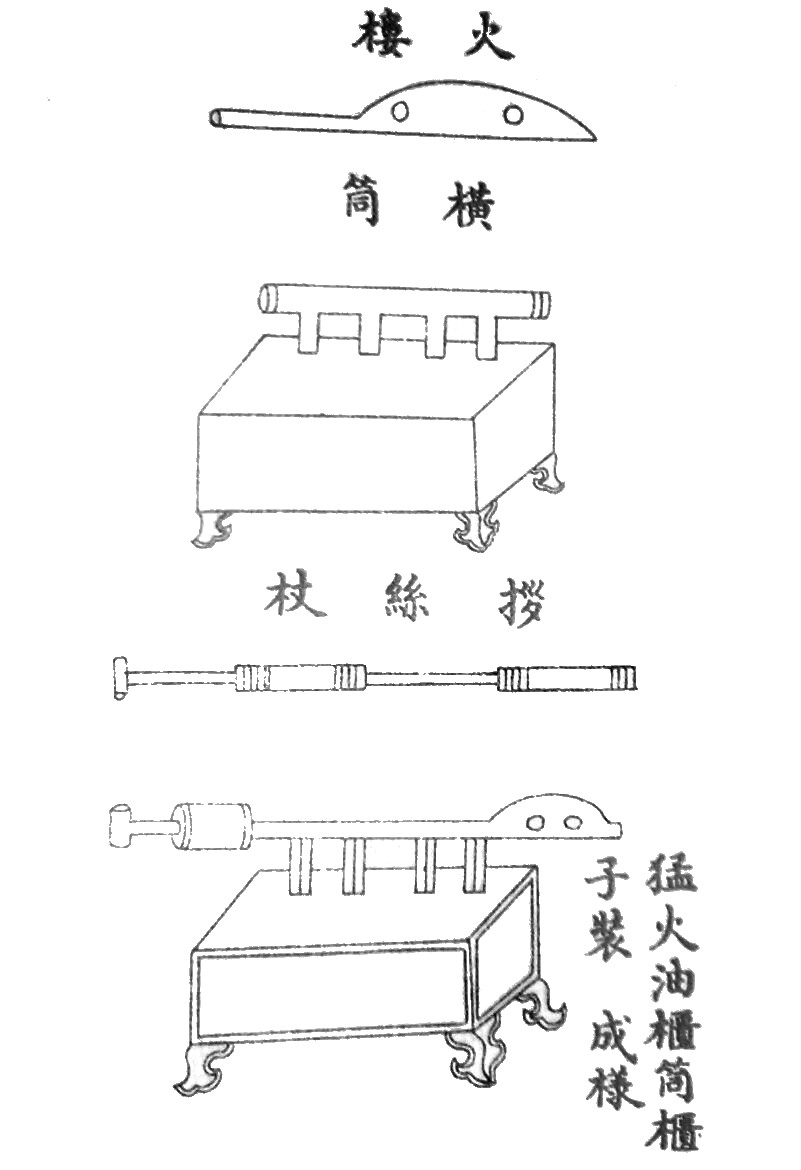
Grabado chino de un lanzallamas antiguo descrito en el Wujing Zongyao.

Los chinos tardaron poco tiempo en utilizar la pólvora para usos bélicos y en los siguientes siglos produjeron una gran variedad de armas de fuego, incluyendo lanzallamas, cohetes, bombas y minas terrestres antes de inventar el arma de fuego moderna, la cual utiliza un proyectil metálico. Evidencia arqueológica de un cañón de mano datado a finales del siglo XIII fue encontrada en Manchuria y bombas explosivas han sido descubiertas en un naufragio en las costas de Japón, datadas en el 1281, durante las invasiones mongolas de Japón.
La obra china "Wu Ching Tsung Yao" (Fundamentos Esenciales de la Milicia Clásica), escrita por Tseng Kung-Liang entre 1040-1044 d. C., provee referencias enciclopédicas de una variedad de mezclas que incluía petroquímicos —así como miel y ajo. Una mecha de acción lenta para mecanismos lanzallamas usando el efecto sifón para cohetes y fuegos artificiales aparece también mencionada. Sin embargo, las recetas para las mezclas de este libro no contienen suficiente salitre para crear un explosivo, siendo limitadas a un máximo de 50 % de salitre solamente producen un efecto incendiario. Esta obra fue escrita por un burócrata de la corte de la dinastía Song, y se cree que hay poca evidencia del impacto inmediato de esta obra en los conflictos armados. No hay mención del uso de pólvora en las crónicas de las guerras contras los tangut en el siglo XI d. C., además de que China en esta época se encontraba en una situación de paz. La primera crónica del uso de "lanzas de fuego" es en el sitio de De'an en 1132.

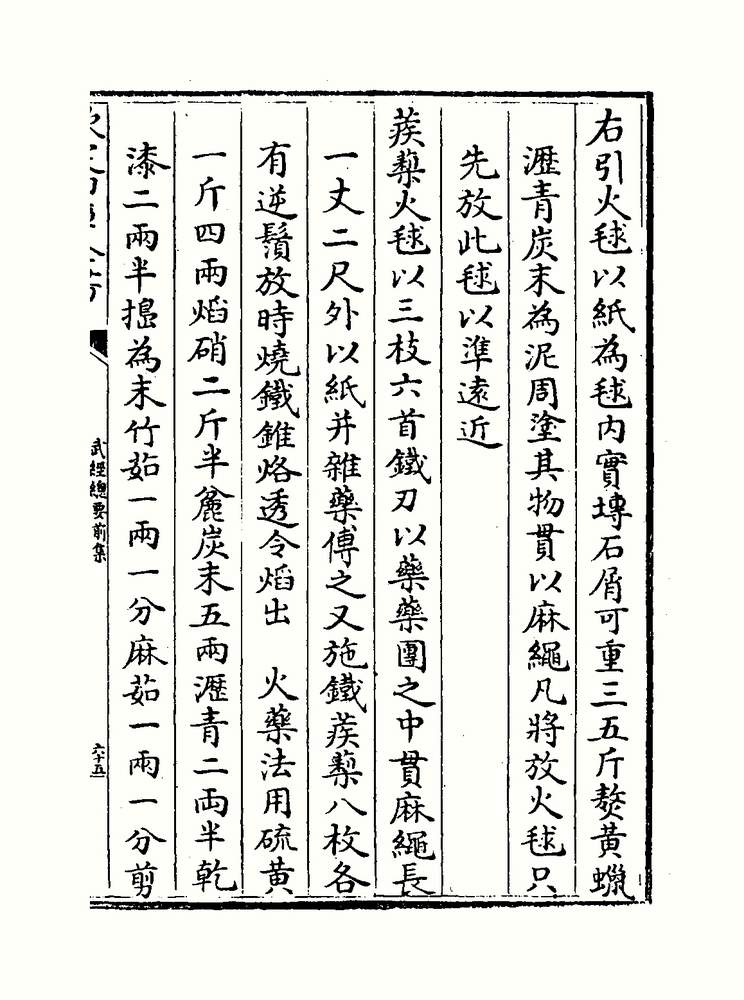
Fórmula para pólvora en 1044 Wujing zongyao parte I vol 12.
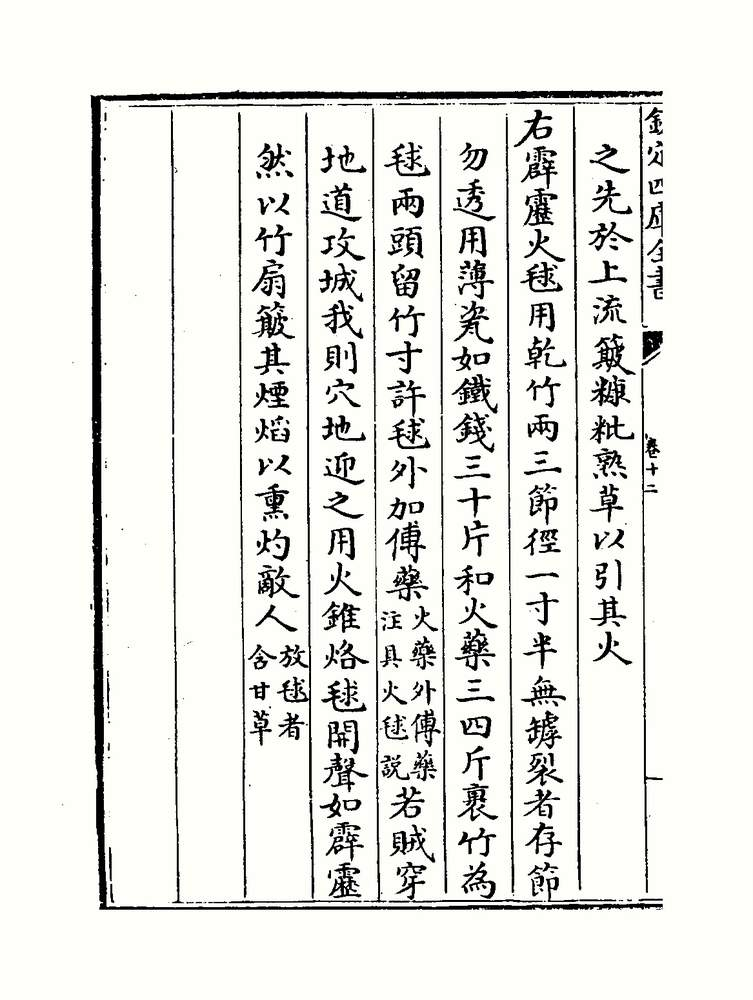
Instrucciones para una bomba de fuego en Wujing zongyao.
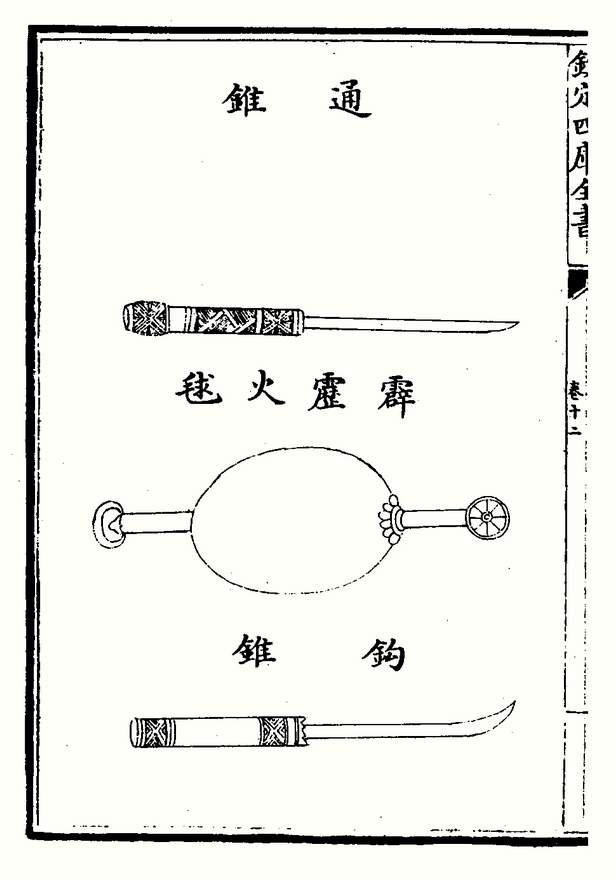
Bomba de fuego.
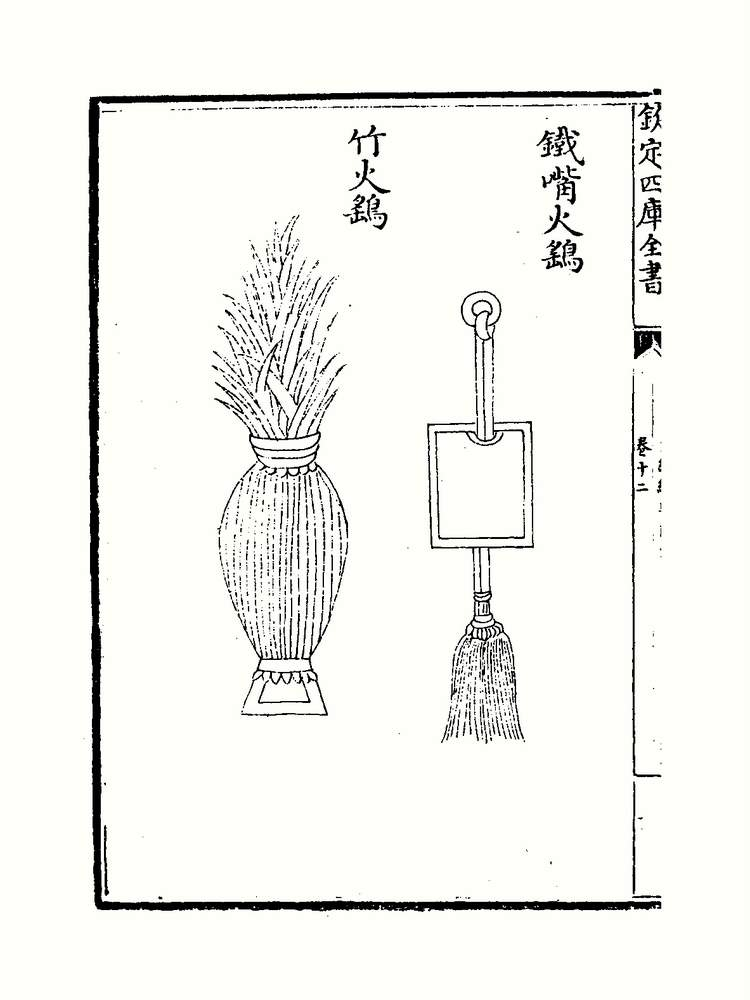
Granada de fuego.
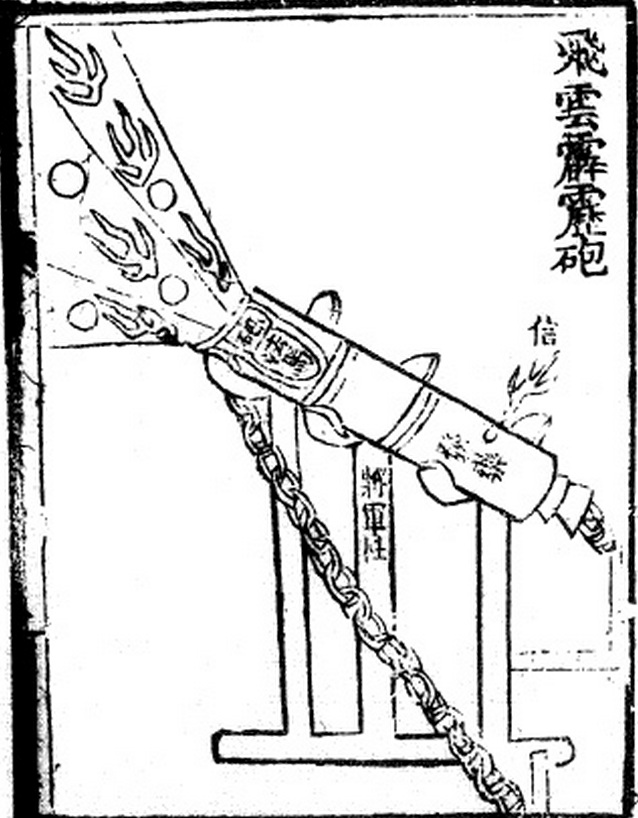
Proto-cañón del texto de la dinastía ming Huolongjing.
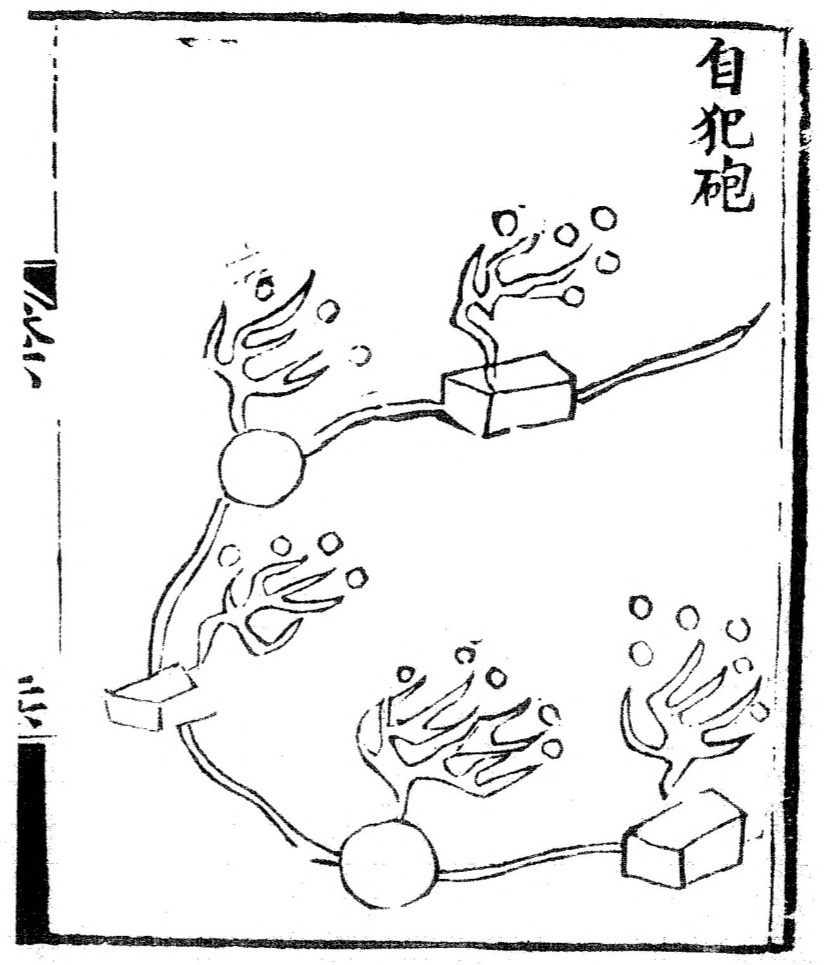
Mina terrestre del texto de la dinastía ming Huolongjing.
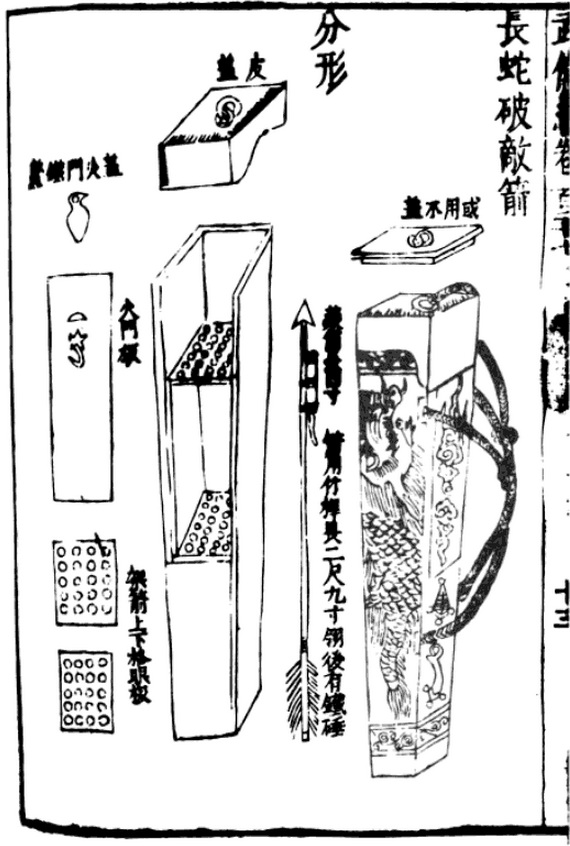
Lanza-cohetes "Flecha de fuego" del Wujing zongyao.

### Oriente Próximo

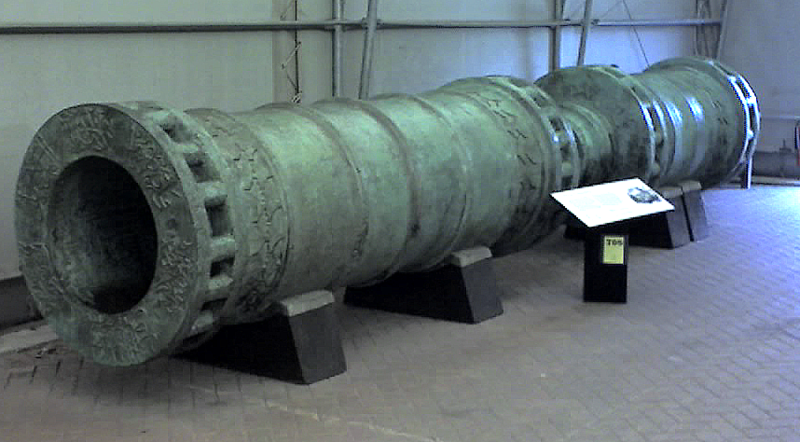
El Cañón de los Dardanelos, un gran cañón de bronce usado por el Imperio otomano en la caída de Constantinopla en 1453.

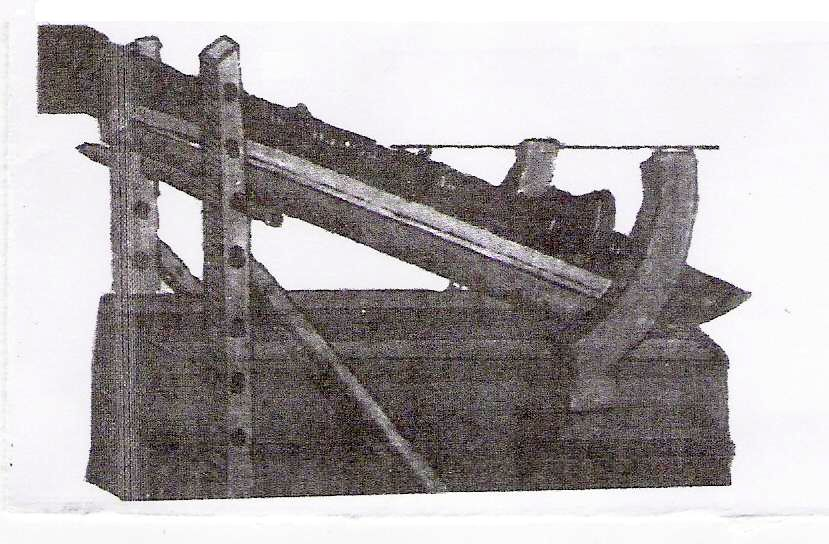
Una imagen del siglo XV de un cañón granadí del libro Al-izz wal rifa'a.

Los musulmanes adquirieron el conocimiento de la pólvora entre 1240-1280, cuando el sirio Hasan al-Rammah había escrito en arábico, recetas para la pólvora, instrucciones para la purificación de salitre y descripciones de armas incendiarias. La pólvora llegó al oriente Próximo posiblemente a través de la India y esta de China. Esto se deduce de la forma de llamar a la pólvora que al-Rammah usaba, donde al salitre lo llamaba "nieve china" (en árabe: ثلج الصين‎ thalj al-ṣīn), a los fuegos artificiales como "flores chinas" y a los cohetes como "flechas chinas". Los persas llamaban al salitre "sal china" o "sal de los pantanos de sal chinos" (en persa: نمک شوره چيني‎ namak shūra chīnī).
Al-Hassan afirmó en la batalla de Ain Yalut en 1260, que los mamelucos usaron en "el primer cañón de la historia" contra los mongoles una mezcla de pólvora con una composición casi idéntica a la pólvora explosiva. La evidencia documental sobreviviente más antigua que se conoce acerca del uso del cañón de mano, considerada el tipo más antiguo de arma de fuego, proviene de varios manuscritos árabes del siglo XIV. Al-Hassan argumenta que estos están basados en originales más antiguos y que ellos reportan que los mamelucos usaron cañones de mano en la batalla de Ain Jalut en 1260. Hasan al-Rammah incluía 107 recetas para pólvora en su obra al-Furusiyyah wa al-Manasib al-Harbiyya (El libro de la caballería militar y dispositivos ingeniosos de guerra) y 22 recetas para cohetes, donde estas recetas tenían una composición casi idéntica a la composición moderna de la pólvora.

### Europa
La pólvora fue inventada en China, aproximadamente en el siglo IX de nuestra era. Los bizantinos y los árabes la introdujeron en Europa alrededor del 1200. Es probable que la pólvora se introdujera en Europa procedente del Oriente Próximo. La primera referencia a su fabricación en Europa se encuentra en un documento de Roger Bacon, la Epistola de secretis operibus Artis et Naturae, et de nullitate Magiae (ca. 1250). En este texto leemos:

Accipiatur igitur de ossibus Adae, et de calce sub eodem pondere; et sint sex ad lapidem Tagi, et quinque ad lapidem unionis; et terantur simul cum aqua vitae, cujus proprium est dissolvere omnes res alias, ita quod in ea dissolvantur et assentur. Et iteretur multotiens contrition et assatio, donecin cerentur; hoc est ut uniantur partes, sicut in cera. Et signum incerationis est, quod medicina liquescit super ferrum valde ignitum; deinde ponatur in eadem aqua in loco cálido et humido, aut supendatur in vapore aquarum valde calidarum; deinde dissolvantur, et congelentur ad solem. Dein accipies sal petrae, et argentums vivum convertes in plumbum, et iterum plumbum eo lavabis et mundificabis, ut sit próxima argento, et tunc operare ut prius. Item pondus totum sit 30. Sed tamen sal petrae LURU VOPO VIR CAN VTRIET sulphuris; et sic facies tonitruum et coruscationem, si sias artificium - Cap. XI

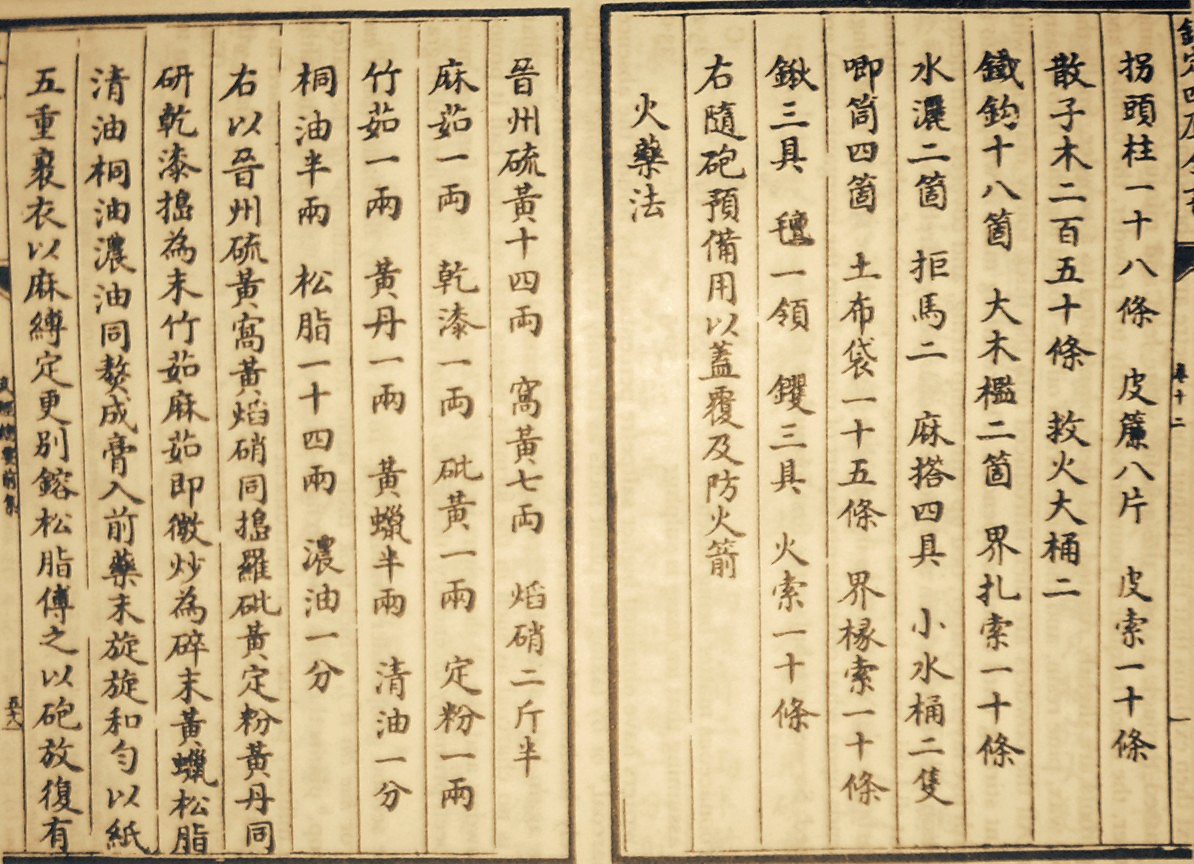
Fórmula china de la pólvora, circa 1044.

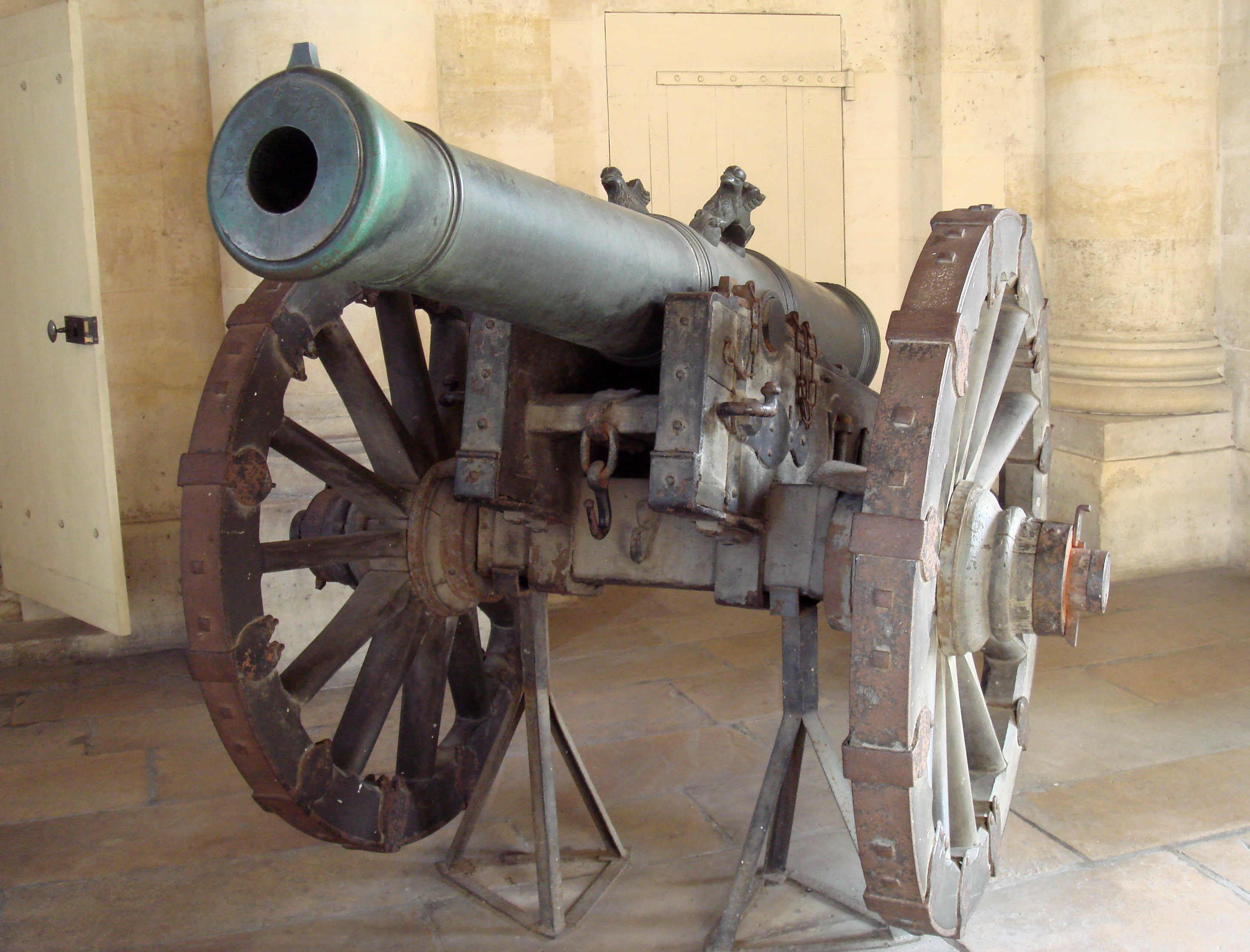
Cañón francés del.

Berthold Schwarz, un monje alemán, a comienzos del siglo XIV, puede haber sido el primero en emplear pólvora para impulsar un proyectil, aunque parece ser que por esa misma época los árabes ya la habían usado con ese mismo fin en la península ibérica, según se desprende de las crónicas del rey Alfonso XI de Castilla. El siguiente párrafo, transcrito y adaptado al castellano moderno, corresponde a la crónica del rey Alfonso XI sobre el sitio de Algeciras (1343), y es la primera referencia escrita del empleo de la pólvora con fines militares, si bien hay quien sostiene que esa misma sustancia ya había sido utilizada, también por los árabes, en la defensa de la ciudad de Niebla (Huelva) cuando fue sitiada por Alfonso X el Sabio, casi un siglo antes.

..tiraban [los árabes] muchas pellas [bolas] de hierro que las lanzaban con truenos, de los que los cristianos sentían un gran espanto, ya que cualquier miembro del hombre que fuese alcanzado, era cercenado como si lo cortasen con un cuchillo; y como quisiera que el hombre cayera herido moría después, pues no había cirugía alguna que lo pudiera curar, por un lado porque venían [las pellas] ardiendo como fuego, y por otro, porque los polvos con que las lanzaban eran de tal naturaleza que cualquier llaga que hicieran suponía la muerte del hombre.
..et dieronle con una pella del trueno en el brazo, et cortarongelo, et murió luego otro día: et eso mismo acesció a los que del trueno eran feridos. Et aun la estoria va contando de los fechos de la hueste.

Sean cuales fueren los datos precisos y las identidades de sus descubridores y primeros usuarios, lo cierto es que la pólvora se fabricaba en Italia en 1326, en Inglaterra en 1334 y que en 1340, en territorios hoy pertenecientes a Alemania se contaba con instalaciones para producirla. El primer intento de emplear la pólvora para minar los muros de las fortificaciones se lleva a cabo durante el sitio de Pisa (Italia) en 1403. En la segunda mitad del siglo XVI, la fabricación de pólvora era un monopolio del Estado en la mayoría de los países. Fue el único explosivo conocido hasta el descubrimiento (1585) del denominado aurum fulminans / oro fulminante, un poderoso explosivo muy inestable, sin fórmula definida, aunque mezclaba tricloruro de oro y amoniaco, utilizado por primera vez en 1628 durante las contiendas bélicas que se desarrollaron en el continente europeo. El tomo V del Diccionario de Autoridades (1737) lo define así:

Cierto polvo que se hace con oro disuelto en agua regia, y se precipita con azeite de Tártaro, y al fondo del vaso se halla un polvo, que secándose, ya por sí mismo, o ya en el baño maría, y no al fuego, se enciende con qualquiera calor ligero, y hace un ruido tan violento como la pólvora, y quema todo lo que halla al rededor, baxando el fuego, a diferencia de la pólvora, que sube el fuego arriba. Un escrúpulo deste polvo es más violento que media libra de pólvora.

### India

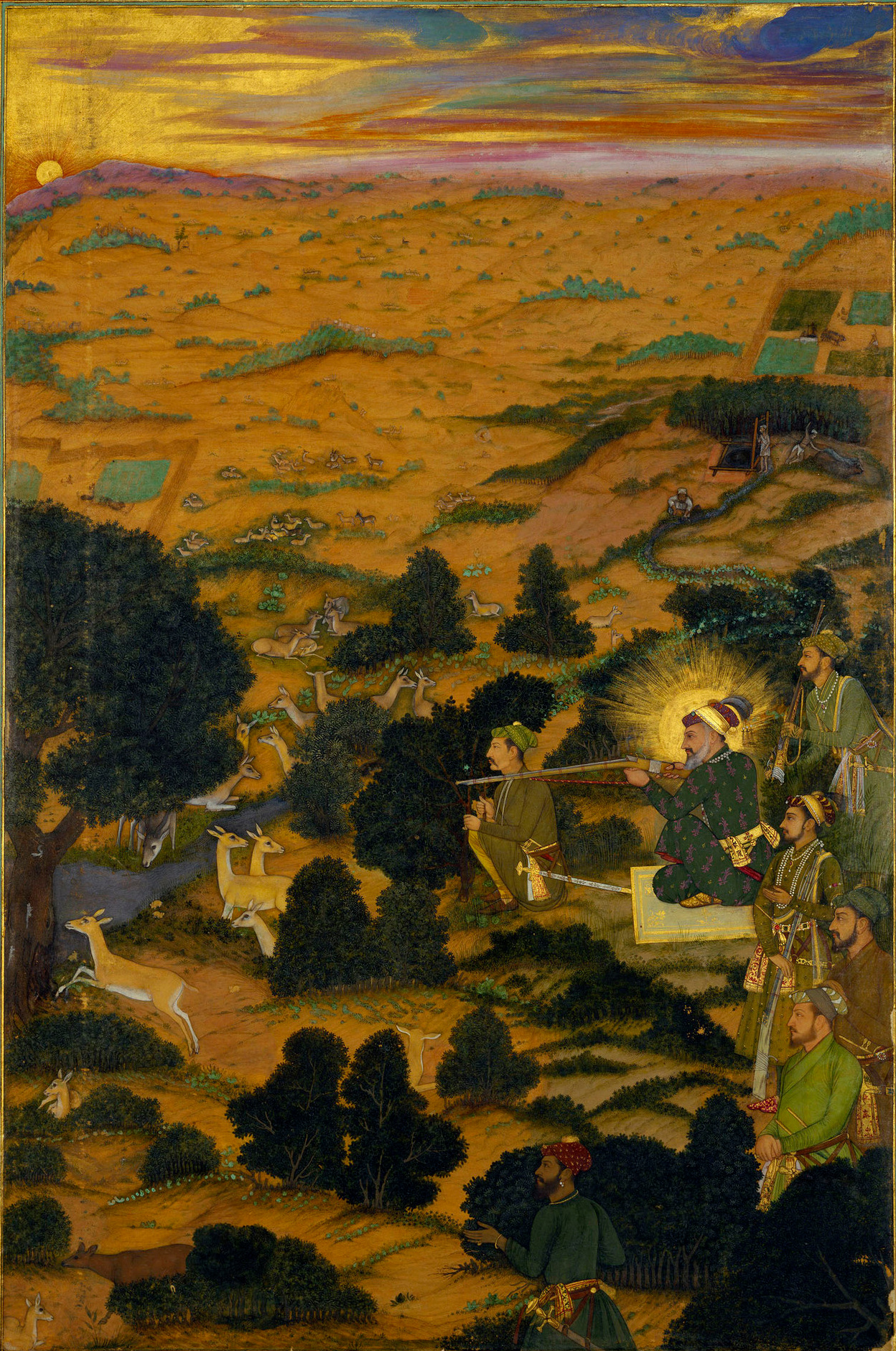
El emperador mogol Shah Jahan usando un mosquete de cerrojo.

La pólvora y las armas de fuego fueron traídas a la India a través de las invasiones mongolas a la India. El almirante Otomano Seydi Ali Reis introdujo las primeras versiones de armas de fuego con llave de mecha, la cual los otomanos utilizaron contra los portugueses en el Sitio de Diu (1531). Después de eso se presentaron muchas variedades de armas de fuego en Tanjore, Daca, Bijaour y Murshidabad.

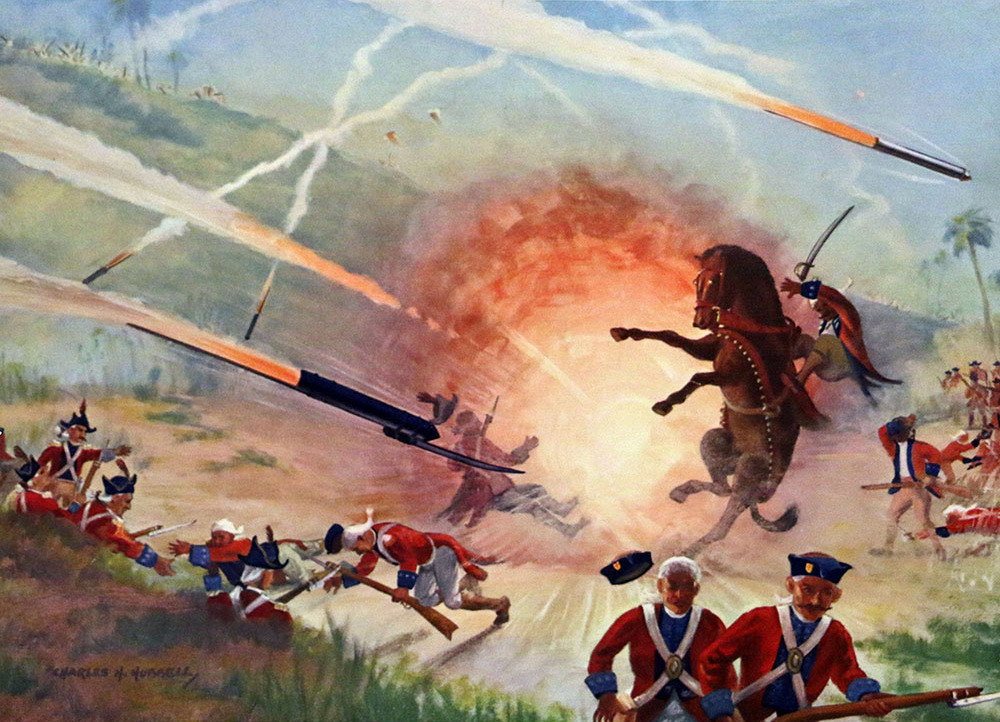
Batallón británico derrotado durante la batalla de Guntur.

El Imperio mogol produjo masivamente armas de fuego de llave de mecha para su ejército. El Imperio mogol fue el primero en desarrollar cohetes de bambú, principalmente para señalizaciones y para el uso de los zapadores. El emperador mogol se enfrentó a los británicos y otros europeos en la provincia de Guyarat, de donde los europeos extraían salitre para la fabricación de su pólvora durante el siglo XVII.
En el año 1780 los británicos empezaron a anexarse los territorios del sultanato de Mysore, durante la segunda guerra anglo-mysore. El batallón británico fue derrotado durante la batalla de Guntur, por las fuerzas de Hyder Ali, quien usó de manera efectiva los cohetes Mysore y artillería de cohetes contra las tropas británicas cuyas filas estaban muy apretadas. Esta tecnología fue copiada y utilizada en las guerras napoleónicas en Europa.

### Indonesia
Evidencia documental y arqueológica indica que comerciantes árabes o indios introdujeron la pólvora, mosquetes y cañones en Indonesia alrededor del siglo XIV. Los invasores portugueses y españoles se enfrentaban con estas armas de fuego y generalmente eran superados. El imperio Singhasari tenía armas de fuego y cañones. Los pobladores de Java tenían cañones de bronce, usados ampliamente por la armada de los Majapahit así como por piratas.

### América
La pólvora fue introducida en América por los conquistadores españoles y portugueses los cuales la utilizaron en contra de los aztecas, mayas, incas, etc. En varias regiones de México se podían encontrar fácilmente yacimientos de salitre y azufre, por lo que las fuerzas de los conquistadores pudieron reponer la pólvora que utilizaban sus armas de fuego.

Y para la munición no menos proveyó Dios, que hallamos tanto salitre y tan bueno que podríamos proveer para otras necesidades, teniendo aparejo de calderas en que cocerlo, aunque se gasta acá harto en las muchas entradas que se hacen. Y para el azufre ya a Vuestra Sacra Majestad he fecho mención de una sierra que está en esta proviencia que sale mucho humo, y de allí, entrando un español setenta u ochenta brazas atado a la boca abajo se ha sacado, con que hasta agora nos habemos sostenido.
 Hernán Cortés, Cartas de Relación

Popularmente se cree que las armas de fuego fueron un factor determinante en la derrota de las civilizaciones locales, sin embargo la evidencia arqueológica y documental muestra que las armas de fuego que portaban los europeos no eran aún tan efectivas y tenían poca ventaja táctica, tampoco causaban pánico en los habitantes locales como popularmente se cree, ya que las fuerzas locales se acostumbraron rápidamente a su uso. Inclusive aprendieron cómo funcionaban los mosquetes y cañones, evitando ser alcanzados por ellos.

Los españoles que iban en los bergantines tornábanlos, la artillería hacia donde estaban más espesas las canoas...Visto esto, los mexicanos comenzaron a apartarse y guardarse del artillería, yendo culebreando con las canoas; y también cuando vian algún tiro que soltaban, agazapábanse en las canoas.
 Bernardino de Sahagún Historia General de las cosas de Nueva España Capítulo XXX: De cómo los bergantines que hicieron los españoles en Tetzcuco vinieron sobre México.

Pero los mexicanos cuando vieron, cuando se dieron cuenta de que los tiros de cañón o de arcabuz iban derecho, ya no caminaban en línea recta, sino que iban de un rumbo a otro haciendo zigzag; se hacían a un lado y a otro, huían del frente. Y cuando veían que iba a dispararse un cañón, se echaban por tierra, se tendían, se apretaban a la tierra.
 Miguel León Portilla,  La visión de los vencidos Capítulo 11: La reacción defensiva de los mexicas

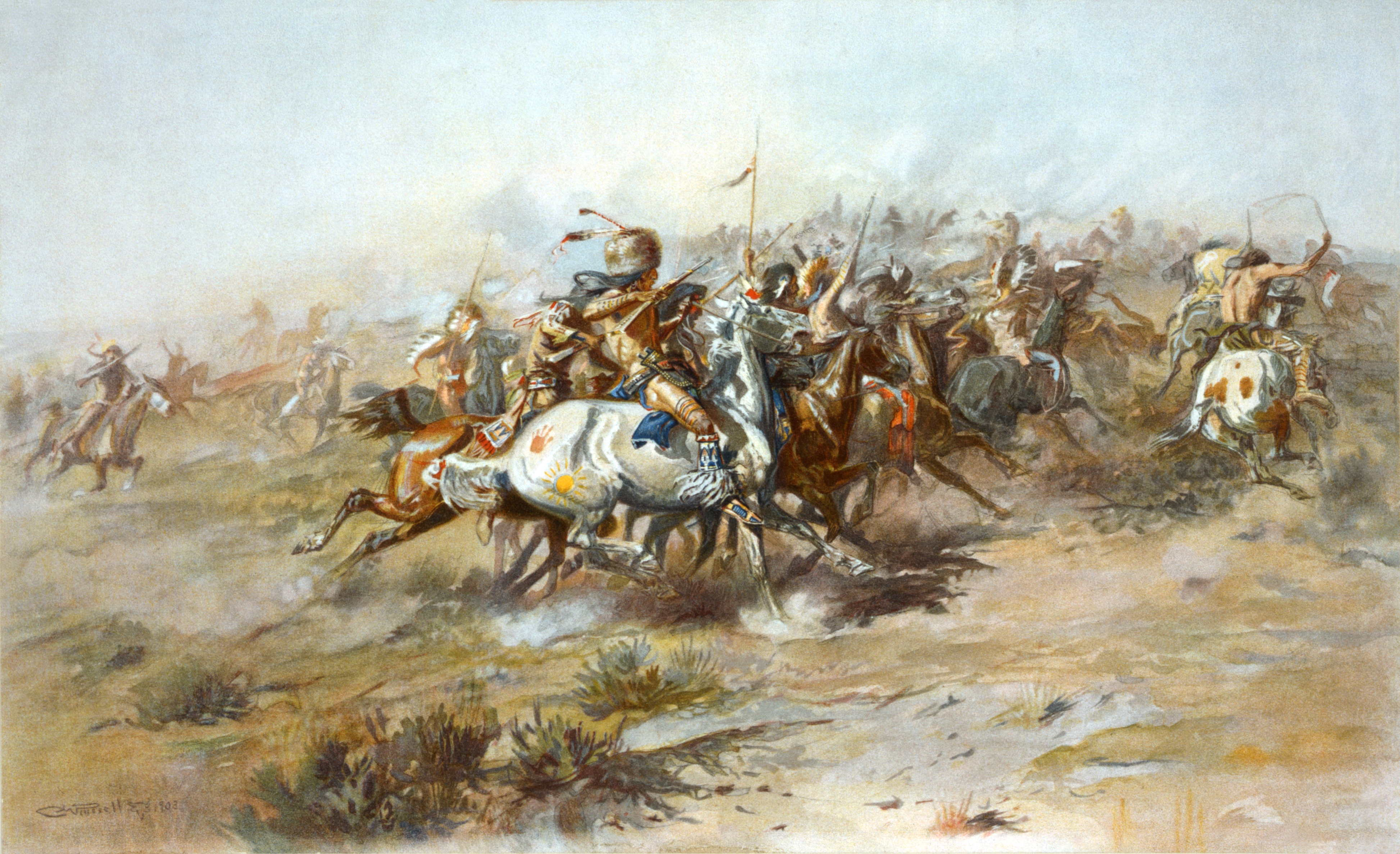
La lucha de Custer (La batalla de Little Big Horn), de Charles Marion Russell.

Las armas de fuego basadas en pólvora se empezaron a usar ya sea por los locales o las expediciones europeas, enfrentándose desde el siglo XV hasta principios del siglo XX, ya que la pólvora y las armas de fuego fueron comercializadas a los nativos americanos, principalmente por los franceses y portugueses, intentando debilitar la influencia de sus rivales europeos (ingleses y españoles). A finales del siglo XIX en enfrentamientos entre fuerzas nativas americanas contra fuerzas de los EE. UU. las armas de fuego no traían un gran beneficio estratégico, permitiendo a los locales ganar batallas como la de Little Big Horn, donde los lakotas, los cheyennes y los arapahoes derrotaron al 7.º Regimiento de Caballería. Su derrota se atribuye en parte a la negativa de usar ametralladoras Gatling.
Las armas de fuego basadas en pólvora empezaron a tener una ventaja militar considerable hasta la introducción de las armas de fuego de repetición, desarrolladas a finales del siglo XIX, las cuales fueron un factor determinante en la culminación de las largas guerras contra los nativos americanos. Esta arma se utilizó contras estas poblaciones principalmente en EE. UU., México y Argentina entre otros.
Cada país desarrolló su propia fórmula para la pólvora, en las que podían variar ligeramente las proporciones de la mezcla. No obstante, en todas ellas el componente mayoritario siempre fue el salitre, ya que era necesario asegurar la combustión completa del azufre y del carbón, procurando que quedara la menor cantidad posible de residuos de combustión, lo que suponía un serio problema de mantenimiento y conservación del armamento. La siguiente tabla indica algunas las proporciones adoptadas por diferentes naciones.
| Tabla de proporciones de componentes de la pólvora de cada nacionalidad que la producía |                |            |            |
| Naciones                                                                                | Salitre (KNO3) | Azufre (S) | Carbón (C) |
| España                                                                                  | 75%            | 12.5%      | 12.5%      |
| Francia                                                                                 | 75%            | 10%        | 15%        |
| Prusia                                                                                  | 71%            | 11%        | 16%        |
| Sajonia                                                                                 | 71%            | 10%        | 16%        |
| Inglaterra                                                                              | 75%            | 10%        | 15%        |
| Rusia                                                                                   | 75%            | 10%        | 15%        |
| Suecia                                                                                  | 75%            | 10%        | 15%        |
| Austria                                                                                 | 75.5%          | 10%        | 11.5%      |
| Bélgica                                                                                 | 75%            | 12.5%      | 12.5%      |
| Holanda                                                                                 | 70%            | 11%        | 16%        |
| Suiza                                                                                   | 76%            | 10%        | 11%        |
| Portugal                                                                                | 75.7%          | 10.7%      | 13.6%      |
| Italia                                                                                  | 75%            | 10%        | 15%        |
| Turquía                                                                                 | 75%            | 10%        | 15%        |
| Estados Unidos                                                                          | 76%            | 10%        | 14%        |
| Persia                                                                                  | 75%            | 12.5%      | 12.5%      |
| China                                                                                   | 61.5%          | 15.5%      | 23%        |

Tabla 1 Tabla de proporciones de componentes de la pólvora por nacionalidad que la producía.

## Datos científicos

Ingredientes principales de la pólvora
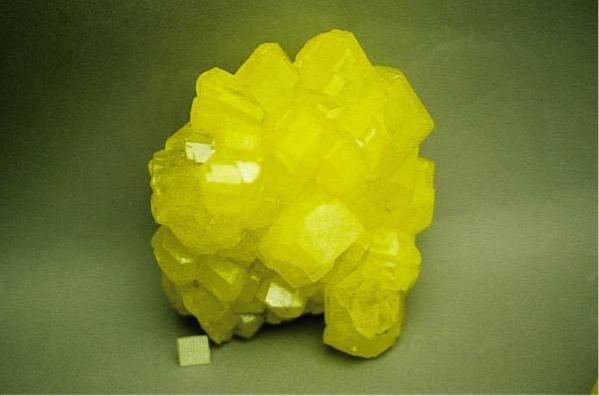
Azufre
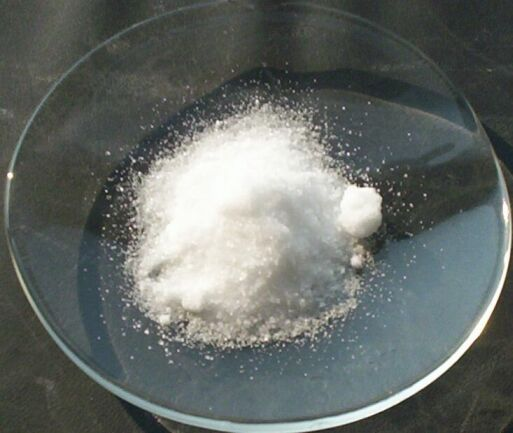
Salitre
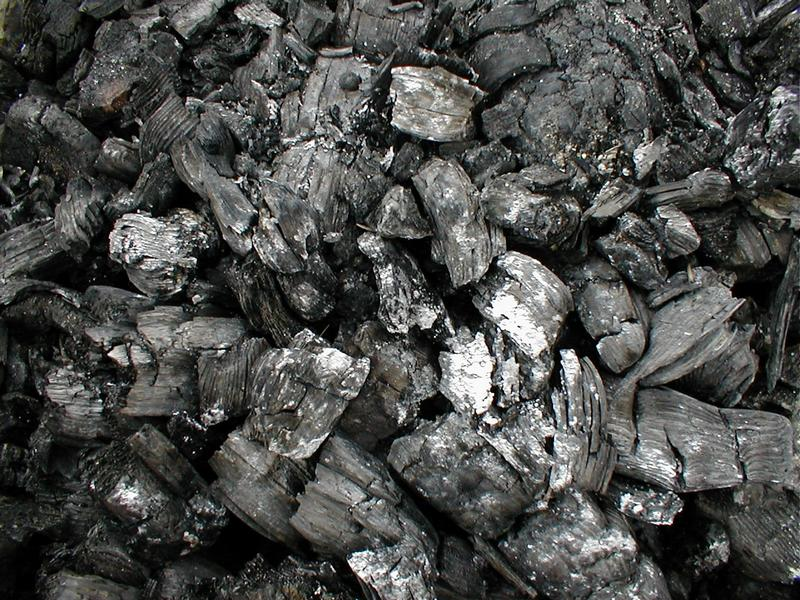
Carbón vegetal

Químicamente, el carbón y el azufre arden gracias al nitrato potásico, sustancia fuertemente oxidante que actúa como comburente, ya que suministra el oxígeno para la combustión. Se puede emplear nitrato de sodio, pero es higroscópico (condensa sobre sí la humedad del ambiente). También hay otra pólvora, comúnmente usada en el pasado, que, en vez de nitrato potásico, lleva clorato de potasio (KClO3), cuyo uso era normal en pirotecnia; pero fue abandonado gradualmente a causa de su peligrosa alta sensibilidad a la temperatura, la fricción y los golpes en favor del más estable oxidante perclorato de potasio. Usando nitrato de sodio (Nitrato de Chile), que es más higroscópico que el nitrato de potasio, es necesario disminuir la cantidad, mientras que se debe aumentar la dosis de azufre.
Una buena dosis experimental, en porcentaje de masa, es:
- nitrato de potasio al 70%;
- carbón vegetal 17%;
- azufre 13%.

Entonces obtendrá la siguiente reacción:
10 KNO3 + 5 S + 2 C7H3O => 5 K2O + 3 H2O + 5 SO2 + 14 CO + 5 N2
Para una combustión rápida, se utiliza carbón vegetal producido por pirólisis de madera a 500 °C. Los mejores resultados se obtienen con carbón de Frangula alnus o arraclán, Solanum mauritianum, Prunus doméstica o ciruelo, Salix caprea o sauce cabruno, y Fraxinus americana o fresno blanco. El azufre y el carbono deben reducirse a un polvo con partículas de menos de 80 micrómetros antes de mezclarlo con un molino de bolas. Posteriormente se agrega una mezcla de nitrato de sodio y alcohol y luego todo se mezcla en una licuadora, o en una mezcladora, para obtener una mezcla muy homogénea. Finalmente, la mezcla se seca a baja temperatura y se reduce suavemente a polvo usando una mano de mortero. Así se obtiene un polvo negro que arde con un destello.
El clorato de potasio no es higroscópico y funciona mejor que el nitrato de potasio, pero la combustión junto al carbón y al azufre se hace mucho más rápidamente, siendo casi explosiva; por ello se usa en pirotecnia. Las cantidades de cada componente son: 50 % KClO3, 35 % carbón y 15 % azufre. El azufre ayuda en la combustión, porque cuando se quema, se produce dióxido y trióxido de azufre, SO2 y SO3, y al juntarse con moléculas de agua procedentes, no de la combustión, sino de la humedad, se producen ácido sulfúrico (H2SO4) y sulfuroso (H2SO3), que reaccionan violentamente con el clorato de potasio, haciendo que se descomponga muy rápidamente.
Aunque aún se pueda encontrar este tipo de pólvora para los fines descritos anteriormente, ésta fue desplazada por la pólvora nitrocelulósica o sin humo en la última década del siglo XIX, substituyéndola totalmente por las notables ventajas que tenía sobre la otra.

### Deflagración de la pólvora

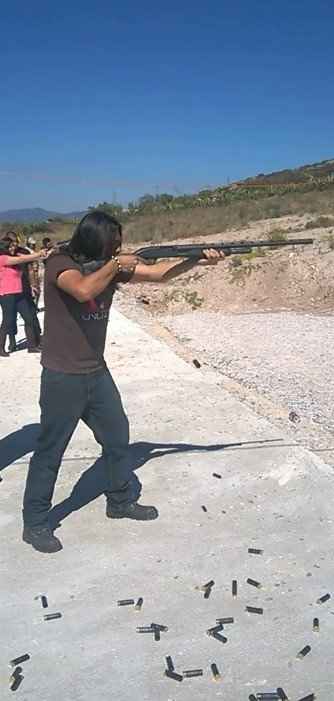
Deflagración de pólvora dentro de la vaina al disparar un arma de fuego

Aun cuando este fenómeno parece efectuarse instantáneamente, es un hecho comprobado que se verifica de una manera progresiva y empleándose un tiempo más o menos largo, el necesario, no tan solo para que la inflamación se propague a toda la masa de pólvora que constituye una carga, sino también para la combustión total de cada grano. Para calcular la cantidad de pólvora quemada en un tiempo dado, deduciendo de ella la de los gases producidos se hace preciso tener en cuenta la mayor o menor rapidez, o sea la velocidad de cada uno de los dos fenómenos que constituyen el de la deflagración (un tipo de oxidación menos rápida que la explosión), que son: la inflamación y la combustión, entendiéndose por inflamación la propagación del calor a toda la carga, por efecto de la fuerza expansiva de los gases a la alta temperatura con que se producen desde el primer instante, y por combustión, las combinaciones que tienen lugar entre los elementos químicos de cada grano o de todos los que forman la carga.
La inflamación puede producirse por la chispa o centella que produce el choque de hierro sobre hierro, hierro sobre latón y latón sobre latón; es menos fácil si chocan hierro sobre cobre y cobre sobre cobre; se produce, además, por el de bronce sobre cobre, hierro sobre mármol, cuarzo sobre cuarzo, plomo sobre plomo, plomo sobre madera, muy raramente por el de cobre sobre madera y nunca por el de madera sobre madera, observándose que la interposición de una hoja de papel entre los cuerpos que chocan hace que la inflamación se favorezca. Se produce también la inflamación de la pólvora por la mera elevación de temperatura. Según las experiencias de Guillaume Piobert comprobadas por Horsley es preciso para esto que la temperatura llegue a ser de 300° a 315° y según Leygue y Champion basta sea 283° para la pólvora de caza y 293° para la de guerra. Cuando la temperatura se eleva de una manera gradual, se funde el azufre antes de llegar a los 300° unen los granos formando una pasta: si continúa elevándose la temperatura, puede vaporizarse el azufre y arrastrar en parte al carbón, llegando a descomponerse la pólvora sin deflagrar, siempre que no se llegue a la temperatura de ebullición del primero. Para la determinación de la temperatura de inflamación de la pólvora, emplearon Leygue y Champion una barra de cobre que calentaban por sus extremidades, aislando el foco de calor por medio de una pantalla para impedir la radiación: observaban la temperatura en diferentes puntos de la barra que distaban entre sí una magnitud fija, para lo que se valían de termómetros colocados en unas cavidades abiertas en ella y llenas de aceite. Cuando permanecía constante la temperatura marcada en los termómetros, colocaban en la extremidad más fría de la barra la pólvora sometida a la experiencia, aproximándola al otro extremo hasta tanto que se verificaba la inflamación o descomposición.
Las cifras expresadas no deben ser tomadas como precisas; sin embargo, si deben ser consideradas como indicador invariablemente de la temperatura de inflamación de la pólvora; sirven tan solo para marcar un punto alrededor del cual oscilan más o menos las diversas clases de pólvora. La divergencia que se nota en ellas debe principalmente atribuirse al estado de trituración de los ingredientes, siendo tanto mayor la temperatura necesaria para la inflamación cuanto más perfecta sea aquella.
El contacto con cuerpos inflamados es también causa de que la pólvora deflagre, siendo en este caso necesario que la temperatura sea muy elevada, habiéndose observado que una llama puede estar algunos segundos tocando a la pólvora sin que tal fenómeno se produzca.
El mejor medio y más seguro para producir la inflamación de la pólvora es por el contacto de cuerpos en ignición.
Diversas son las causas que pueden favorecer o retardar la inflamación. Estando húmeda la pólvora, se retarda por la pérdida de calórico para evaporar el agua, pudiendo suceder que, si la humedad es grande, no deflagre y solo se produzca una combustión lenta: las pólvoras angulosas son más fácilmente inflamables que las redondas y más también las no pavonadas que las que lo están.
Un ejemplo más claro de la deflagración de la pólvora es en el disparo de una bala mediante un arma de fuego.

## Métodos de identificación de pólvora en las manos del tirador

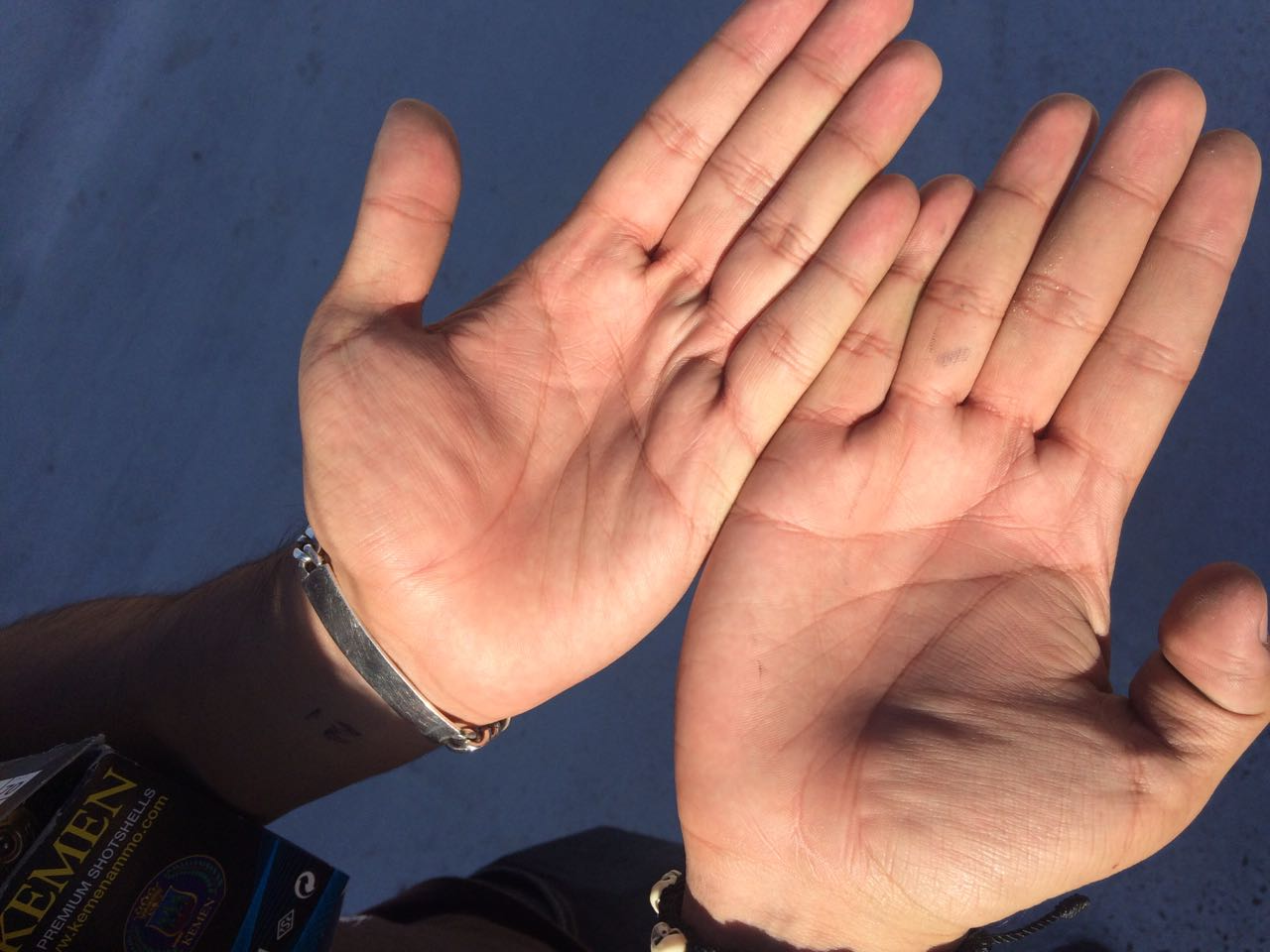
Residuos de pólvora en manos

Existen varios métodos para la determinación de restos de pólvora en las manos del tirador, que lo que hacen es utilizar reactivos más eficaces que la difenilamina, pero que no pueden solucionar los problemas de los falsos negativos, ya que siempre dependen que el disparo deje o no restos de pólvora en las manos del tirador. Lo que si se hace es utilizar otros componentes de las pólvoras para obtener el positivo, que no sean esos elementos, tan generalizados, en el medio ambiente, lo cual puede determinar con absoluta certeza que efectivamente se haya producido el disparo, ya que ello constituiría un falso positivo. No se conoce aún el método que puede determinar la existencia de la pólvora en general y no de algunos de sus componentes, como sucede en cualquier método químico o físico.
El método de Maloney se utiliza para la determinación de componentes de la pólvora la brusina, o sea la dimetoxiestricnina, en medio sulfúrico, que es más eficaz que la difenilamina.
Igualmente se emplean métodos que sirven al mismo tiempo para determinar la existencia de restos de pólvoras en otros elementos, como ropa, piel en orificios de entradas (tatuajes o ahumamientos), u otros elementos en donde exista un impacto de proyectil de arma de fuego a cortas distancias.
El realizado con microscopio de barrido electrónico es un método muy moderno, que analiza los elementos químicos que contiene el soporte que se requiere analizar, dando cantidad y calidad al mismo tiempo, es decir cuales elementos químicos contiene y cuantos. Es un método aconsejable, con el que se pueden analizar los residuos extraídos con los elementos señalados, o el taco de piel en la zona que se quiere analizar. Debemos aclarar que si bien es mucho más exacto que los métodos anteriores, también analiza algunos componentes de las pólvoras, pero no la pólvora en su conjunto. Lo interesante del tema, es que si conocemos cuales son los componentes de la pólvora que se desean analizar, se puede saber con más exactitud si es pólvora y de que marca.
El simple contacto con un arma de fuego deja residuos en sus manos, que pueden ser detectados con los métodos de análisis de laboratorio. Los resultados positivos, no indican incondicionalmente que una persona haya disparado un arma de fuego.
Los controles de contaminación de residuos metálicos de los materiales usados en los laboratorios fueron procesados por varias pruebas, y comprobando que existe la posibilidad de que en ciertos materiales, como el agua, ácido nítrico, recipiente de plástico, vidrios, etc., puedan contribuir para dar falso positivo, así mismo se debe mantener un constante control de fuentes que promueven una contaminación que no sea de laboratorios solamente).
La identificación de rastros de pólvora puede llevarse a cabo mediante tres tipos de investigaciones:
Química, Electrónica y Microscópica
- Determinación química. Reacción de la brucina: se prepara la solución en el momento de su empleo: 1 cm de ácido sulfúrico puro (H2SO4) y unas gotas de solución de brucina (C23H26N2O4) al 1 por ciento, frente al material sospechado, dará coloración roja o anaranjada en caso positivo.
- Reacción de Wallenstein y Kober (1911) emplea el reactivo de Guthman, que es una solución de sulfato de difelinamina (C12H11N) al uno o dos por ciento, con ácido sulfúrico concentrado, que en caso positivo determina una coloración azul obscuro, que determina la presencia de nitritos o nitratos.
- Reacción del corbozol o difenilamina (C12H11N): en un frasco colocan 1 o 2 gramos de defenilamina y 50cm de agua destilada. Se agita bien y luego se agregan lentamente 50cm de ácido sulfúrico concentrado. Si en un tubo de ensayo se introducen algunas gotas de este reactivo y una gota de este reactivo y una gota de la solución a examinar, y luego un centímetro cúbico de ácido sulfúrico concentrado se obtendrá una coloración verde, si existen nitritos y nitratos.
- Reacción de Kunkel-Wetzel. Es un método que se puede aplicar cuando existe sangre en lugar donde e desea si existen restos de deflagración de pólvora, ya sea en las manos o directamente en el orificio de entrada de un proyectil de arma de fuego, en el cuerpo de la víctima: se emplea una solución acuosa de tanino al tres por ciento filtrada. Si la sangre no se halla contaminada se produce una coloración marrón obscuro, en cambio, si existen rastros de carboxihemoglobina, producto de la deflagración de la pólvora, se nota un color rojo vivo.
- Reacción de Friess. Destinada a poner un manifiesto de lo nitritos: se disuelven 0,50 centigramos de ácido sulfanílico (C6H7NO3S) en 150 centímetros cúbicos de ácido acético (CH3COOH) al décimo (solución a); se hacen hervir 10 centigramos de anaftilamina sólida de 20 centímetros cúbicos de agua; e separa la solución incolora del residuo, que presenta una coloración azul violeta y se agregan 150 centímetros cúbicos de ácido acético al décimo (solución b). En el momento de su empleo, se agrega al líquido a investigar una pequeña cantidad de la solución a, se calienta a 70-80°. Y se agrega luego una cantidad de la solución b. Basta que la solución contenga el milésimo de nitratos para que al minuto aparezca una coloración rojiza.
- Reacción de Peccini y Debassys: Emplea sulfato ferroso (FeSO4) en medio sulfúrico. Cuando existen productos nitratados en la solución a examinar, aparece una coloración rosada.
- Reacción del ácido sulfanílico (C6H7NO3S) y del alfa-naftol-amico-acético; o reacción del F.B.I.: Se utiliza papel fotográfico desensibilizado por remoción de la película sensible, quedando únicamente la capa de la gelatina. El papel es tratado con una solución al medio por ciento de ácido sulfanílico de agua destilada y se procede a secar. Luego de actuar sobre el mismo papel una solución al medio por ciento de alfanaftolamina de alcohol metílico y se vuelve a secar. Se procede a aplicar entonces el tejido sospechoso, contra el papel así tratado. Los nitritos provenientes de la pólvora son transferidos al papel mediante la presión efectuada sobre el tejido con una plancha de hierro caliente humedecida en una solución al 25% de ácido acético en agua destilada.
- La espectrofotometría de absorción atómica, que hace posible identificar y cuantificar las cantidades de bario y antimonio, se califica como de una elevada probabilidad. Con palabras de Richard Saferstein; “La demostración de altos niveles de bario y antimonio en las manos del sospechoso, es una fuerte presunción que la persona disparó o tuvo en sus manos el arma utilizada.
- La microscopía electrónica de barrido acoplada a una analizador de rayos X, es apreciada como de certeza, ya que identifica los residuos del disparo por su morfología y composición.[44][45]